# 개념사
개념사(Begriffsgeschichte)는 용어의 역사적 의미를 다루는 역사 및 문화 연구의 한 분야이다. 그것은 어원과 용어의 의미 변화를 현대 문화, 개념 및 언어 이해를 위한 중요한 기반을 형성하는 것으로 본다. 개념 역사는 "자유" 또는 "개혁"과 같은 패러다임적 사상과 가치 체계의 시간 경과에 따른 진화를 다룬다. 사회사를 주장한다. – 실제로 모든 역사적 반성 – 단순히 변하지 않는 이데올로기나 과정이 아니라 시간이 지남에 따라 특정 맥락에서 역사적으로 우발적인 문화적 가치와 관행을 이해하는 것부터 시작해야 한다.
개념사에 대한 관심은 20세기에 Historisches Wörterbuch der Philosophie, Geschichtliche Grundbegriffe 및 저널 Archiv für Begriffsgeschichte의 출판을 통해 특히 부각되었다.
개념사는 학제간 방법론이다. 철학자 요아힘 리터와 함께 역사가 오토 브룬너, 베르너 콘체, 라인하르트 코젤레크는 독일어권 세계와 국제적으로 선구자로 간주된다. 레이먼드 윌리엄스는 영어권 세계를 선도하는 학자였다. 80년대 이후, 개념사( storia dei concetti )의 적절한 발전은 수많은 이탈리아 학자 그룹에 의해 촉진되었다.

## 같이 보기
- 관념사